# 강상재
강상재(姜相才, 1994년 12월 31일 ~ )은 원주 DB 프로미의 소속 농구 선수이며,포지션은 파워 포워드이다.

## 고려대학교 시절
울산 모비스 피버스에 지명된 동기 이종현과 함께 고려대 3연패를 이끌었다. 2016년 신인드래프트에서 전체 3순위로 전자랜드 엘리펀츠에 지명되었다.

## 프로 데뷔 이후
2016-17시즌 종료 후 서울 SK 나이츠의 최준용을 누르고 인생에 한번뿐인 신인왕을 차지하였다.
원주 DB 프로미로 이적하였다.

## 학력
- 대구칠곡초등학교 졸업
- 홍익대학교 사범대학 부속중학교 졸업
- 홍익대학교 사범대학 부속고등학교 졸업
- 고려대학교 졸업

## 경력
- 2016년 제39회 이상백배 한·일 대학선발농구대회 국가대표
- 2013년 제11회 FIBA U19 세계남자농구선수권대회 국가대표
- 2012년 제22회 FIBA 아시아 U-18 남자농구선수권대회 청소년대표